# 林家ぼたん
林家 ぼたん（はやしや ぼたん、1980年1月18日 - ）は、落語協会所属の女流落語家。静岡県浜松市出身。本名∶野崎 登司枝。出囃子は『茶摘』。

## 経歴
1998年3月に静岡県立浜松工業高等学校情報技術科を卒業し、4月に日本大学生産工学部数理工学科に入学。在学中は『日本大学経商法落語研究会』に所属しており、同サークルのOBとして柳家喬太郎、六代目春風亭柳朝、金原亭龍馬、春風亭笑好、立川志らべ、吉田ウーロン太、EE男らがいる。
2002年3月に大学を卒業後、林家こん平に入門し5月に横浜にぎわい座で初高座。6月に前座として楽屋入り。	
2005年5月、林家たけ平、三遊亭金翔と共に二ツ目昇進。この頃、師匠こん平が多発性硬化症を患う。
2007年に姉弟子だった林家ひらりの廃業後、ひらりが務めていた笑点アシスタントに起用され2023年1月まで出演した。ぼたんの後任は林家あんこ。
2014年、BS日テレの笑点特大号でこん平が発案した都電落語会に出演。こん平が車いすで乗車し、師弟共演を果たす。
2016年林家彦丸、月の家小圓鏡、林家たけ平、台所おさんと共に真打昇進。2月22日に真打昇進披露宴が行われ、3月21日より上野鈴本演芸場を皮切りに披露興行を行った。
2021年より、日本大学大学院総合社会情報研究科文化情報専攻言語教育研究コースに在学、2023年3月修士課程修了。
2022年8月、結婚。2023年4月、第一子誕生。

## 人物
ノーナ・リーヴス、特にヴォーカル西寺郷太の熱狂的ファン。NHKラジオ第1放送「今夜も大入り!渋谷・極楽亭」や、JFN「石川次郎お楽しみはこれからだ!」にゲスト出演した際も、ノーナ・リーヴスの楽曲をリクエストした。
師匠とは異なり主に古典落語を演じるが、師匠からは「落語は上手い人に教わりに行け。」と言われ殆どネタを教わらなかったとのこと。
中日ドラゴンズのファンで、2012年7月18日の「ウーマンズ落語会」で「野球場風景」という古典落語「相撲風景」のパロティを発表している。また、落語協会草野球チーム「チームR」に所属している。
フィギュアスケート鑑賞が趣味。プルシェンコのファンとなったことがきっかけで、ロシア語を勉強、2015年11月ロシア語能力検定三級に合格。2016年7月よりロシア サンクトペテルブルク露日友好会館で、11月にもサンクトペテルブルク日本領事館公邸にて落語の公演を行った。
所属団体や流派の垣根を超えた女流落語家ユニット「落語ガールズ」に所属している。
師匠の林家こん平の多発性硬化症発症から亡くなるまでの闘病生活においての役割は大きく、こん平が公の場に出る際には、車椅子を押すなどサポート役として付き添うことが弟子の中では多かった。こん平死去時に大師匠である初代林家三平の妻・海老名香葉子がマスコミ向けに発表した追悼文でも、兄弟子の林家うん平と共に名前を挙げて感謝されている。
浅草演芸ホール8月中席で毎年行われる住吉踊り連に所属している。

## 芸歴
- 2002年
  - 3月 - 林家こん平に入門。
  - 6月 - 前座として楽屋入り。
- 2005年5月 - 二ツ目昇進。
- 2016年3月 - 真打昇進。

## 出演
現在の出演
- News every.しずおか（Daiichi-tv、2023年7月 - )　- コメンテーター（不定期）

過去の出演
- 笑点（日本テレビ）- 大喜利アシスタント（2007年12月～2023年1月15日）
- ストリーム （TBSラジオ）-「本屋さんへ行こう」レポーター（2004年4月～2006年3月）

- YouTube「インターネット落語会」（落語協会、インプレスTV共同企画、So-net）- ナビゲーター（2006年6月～）
- 言い得て妙（日テレＧ+）- 司会（2010年～）
- モーニングラジラ（K-mix）- 「セキスイハイム東海プレゼンツ 林家ぼたんのお宅拝見！」レポーター（2017年4月～2018年）
- てっぺん静岡（テレビ静岡）- 水曜コメンテーター（2016年～2017年）
- 笑点特大号 若手大喜利（BS日テレ）
- 噺家二人でさぁ、何話す？- 柳家三之助とのclubhouse番組（週1回不定期、2021年～2023年3月）

## 連載
- 窓辺（静岡新聞、2016年4月～6月）

## DVD
- 『落語娘』特典ディスク（日活株式会社／ポニーキャニオン PCBE-53219：2009年）

〜「リアル落語娘」（柳家喬太郎×林家ぼたん）を収録